# Berkhoek (Boekel)
Berkhoek is een buurtschap in de gemeente Boekel in de Nederlandse provincie Noord-Brabant. De buurtschap ligt tussen de plaatsen Boekel en Gemert.
Dorpen: Boekel · Venhorst 

Buurtschappen: Arendnest · Berkhoek · Bovenstehuis · Burgt · De Aa · Elzen · Huize Padua · Leurke · Molenwijk · Neerbroek · Peelsehuis · Peelstraat · Rietven · Zandhoek · Zijp

Noord-Brabant: Steden en dorpen      Nederland: Provincies · Gemeenten